# Гошовський Микола
Гошовський Микола (Псевдо:«Гаркуша», «Зет», «Помста», «Спартак», «Старик»; 1910, Стрий, Львівська область – 27 березня 1945, біля с. Ценів Козівський район, Тернопільська область) – лицар Срібного хреста бойової заслуги УПА 1 класу.

## Життєпис
Освіта – незакінчена вища: закінчив Стрийську гімназію (1930), навчався на гуманітарному факультеті Львівського університету (1930-1937, з перервами), працівник української кооперації у Болехові та Львові. 
Член ОУН із 1937 року. Підстаршина Карпатської Січі. Після поразки визвольних змагань на Закарпатті перебував на еміграції в Німеччині, Австрії, а відтак у Кракові. 
Член Дрогобицького обласного проводу ОУН (1940-1941), керівник зв’язку при Проводі ОУН (1942-1945), в’язень німецької тюрми (1944). 
Загинув у бою з облавниками. Хорунжий УПА (27.03.1945).

## Нагороди УПА
- Згідно з Постановою УГВР від 11.10.1952 р. і Наказом Головного військового штабу УПА ч. 3/52 від 12.10.1952 р. хорунжий УПА, керівник зв’язку при Проводі ОУН Микола Гошовський – «Спартак» нагороджений Срібним хрестом бойової заслуги УПА 1 класу.